# Husein Miljković

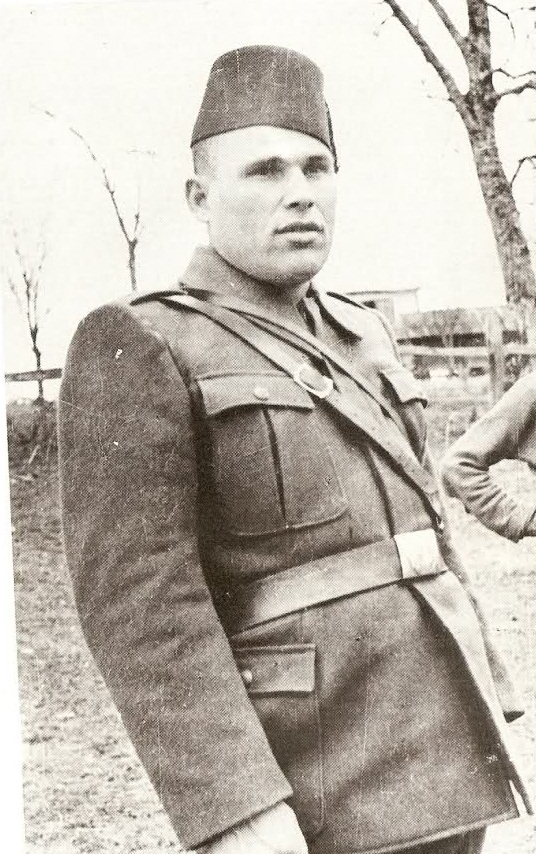
Husein Miljković

Husein (Huska) Miljković (ur. 1905 w Trnovi, zm. 27 kwietnia 1944 w rejonie Malej Kladušy) – jugosłowiański działacz komunistyczny, dowódca oddziału partyzanckiego, kolaboracyjnego Legionu Husko, a następnie IV Zgrupowania Narodowej Armii Wyzwolenia Jugosławii podczas II wojny światowej

## Życiorys
W okresie Królestwa Jugosławii prowadził gospodarstwo rolne. Był członkiem Komunistycznej Partii Jugosławii (KPJ), z powodu czego został skazany i uwięziony. Po utworzeniu Niezależnego Państwa Chorwackiego (NDH) w kwietniu 1941 r., stanął na czele oddziału partyzanckiego, działającego w masywie górskim Petrova Gora. Kiedy wojska chorwackie zaatakowały ten obszar, zbiegł do Petrinji, gdzie przebywał do końca 1941 r. Następnie przybył do Korduna, gdzie został członkiem komitetu lokalnego konspiracyjnej KPJ. Wkrótce objął to samo stanowisko w Karlovacu. Po zajęciu przez siły partyzanckie Velikej Kladušy został mianowany komendantem miasta i dowódcą Cazinskiego Oddziału Partyzanckiego. Od marca do września 1942 r. pełnił funkcję sekretarza komitetu powiatowego KPJ w powiecie cazinskim. Z powodu konfliktów z członkami komitetu lokalnego KPJ w Bihaciu został ukarany grzywną, a następnie zdymisjonowany z zajmowanego stanowiska. W lutym 1943 r. zbiegł z partyzantki, po czym powrócił w okolice Cazina. W kwietniu tego roku w Velikej Kladušy podporządkował się dowódcy chorwackiego 11 Pułku Piechoty, podejmując walkę z dotychczasowymi towarzyszami broni. W czerwcu wraz z ok. 100 b. partyzantami wstąpił do 3 Brygady Górskiej. Z pomocą władz NDH i Niemców sformował wkrótce tzw. Legion Husko lub Milicję Husko, podzieloną na jedenaście batalionów, liczącą ok. 3 tys. ludzi. Według części źródeł H. Miljković został mianowany pułkownikiem Chorwackiej Domobrany. Dzięki pośrednictwu Niemców nawiązał współpracę z serbskimi czetnikami. Legion Husko działał na obszarze zachodniej Bośni, walcząc głównie z komunistyczną partyzantką Josipa Broz Tity. W lutym 1944 r. H. Miljković wraz z częścią swoich ludzi przeszedł na stronę partyzantów. Legion został rozwiązany. Husko Miljković w stopniu pułkownika został dowódcą IV Zgrupowania Narodowej Armii Wyzwolenia Jugosławii (NOVJ). Zginął 27 kwietnia 1944 r., zabity w walce z proustaszowskim oddziałem muzułmańskim.